# Тест Эймса
Тест Э́ймса (англ. Ames test) — генетический тест с использованием бактерий вида Salmonella Typhimurium в качестве тест-объекта.
Предназначен для оценки мутагенного потенциала химических соединений. Положительный результат в тесте показывает, что химическое вещество может обладать канцерогенными свойствами. Так как малигнизация часто связана с повреждением ДНК, тест также используется как экспрессный метод оценки канцерогенного потенциала различных химических соединений, и как дополнение другого аналогичного метода — стандартного теста на грызунах.
Методика была разработана в ряде работ в начале 1970-х Брюсом Эймсом и его группой в Калифорнийском Университете, Беркли.

## Методика постановки теста
В тесте используются некоторые штаммы бактерии Salmonella Typhimurium, которые несут мутации в генах, участвующих в синтезе гистидина (то есть это ауксотрофные мутанты, требующие для роста присутстивие гистидина в питательной среде). В тесте изучается возможность предполагаемого мутагена вызывать ревертивную мутацию этого гена, при которой штамм приобретает способность расти на среде, не содержащей гистидин. Предназначенные для тестирования штаммы подобраны таким образом, чтобы содержали обе рамки считывания и точечные мутации в генах ответственных за синтез гистидина, что позволяет обнаруживать мутагены путём воздействия на различные механизмы.
Некоторые химические соединения крайне специфичны и поэтому вызывают реверсии только в одном или двух штаммах. Используемые в тесте штаммы также несут мутации в генах, ответственных за синтез липополисахарида, делая клеточные стенки бактерий более проницаемыми. Кроме того, отсутствие некоторых генов, ответственных за репарационные процессы, делает тест более чувствительным. Ввиду коренных отличий между метаболизмом бактерий и млекопитающих в тесте может быть использована вытяжка из печени крыс для имитации эффекта обмена веществ, так как некоторые соединения, например бензпирены, не обладают мутагенной активностью, но их производные, которые образуются в процессе метаболизма, приобретают генотоксичность.
Бактерии высеваются на агарозную питательную среду в чашки Петри. Среда содержит небольшое количество гистидина. Этого количества гистидина в среде достаточно, чтобы обеспечить жизнедеятельность и рост бактерий в течение некоторого времени и дать возможность успеть за это время мутировать. После исчерпания гистидина, содержавшегося в среде, выживают только ревертантные колонии, которые приобрели способность синтезировать гистидин. Контролем служат бактерии, посеянные на среде, не содержащей исследуемого мутагенного фактора. Инкубация проводится в течение 48 часов. Мутагенный потенциал исследуемого вещества оценивается по количеству  мутировавших колоний.

## Трудности интерпретации результатов
Так как сальмонеллы являются прокариотами, они не идеальная модель для экстраполяции на человека. Первоначальный вариант теста не учитывал метаболиты, которые формируются в печени. В модифицированном варианте теста используется фракция печени S9, которая помогает имитировать систему более полно и исследовать, способны ли производные исходного вещества давать положительный результат (то есть обладать генотоксичностью).
Ряд препаратов, которые содержат нитрогруппы, и в действительности не представляющие угрозы здоровью, иногда дают ложно-положительный признак в тесте Эймса. Нитроглицерин — пример такого вещества. Присутствие его дает положительный результат в тесте Эймса, но широко используется в медицине до сих пор. В тесте Эймса применяются очень высокие концентрации веществ совместно с нитратами, которые способны формировать оксид азота (NO), важную сигнальную молекулу, которая ответственна за ложно-позитивные результаты. Чтобы опровергнуть положительный результат в тесте Эймса необходимы дальнейшие токсикологические исследования.
Для преобразования результатов, полученных в тесте Эймса, в интегральный показатель, используется стандартная схема интегральной оценки мутагенного эффекта.